# Pseudomys calabyi
Il topo dei tumuli di ghiaia di Kakadu (Pseudomys calabyi  Kitchener & Humphreys, 1987) è un roditore della famiglia dei Muridi endemico dell'Australia.

## Descrizione
Roditore di piccole dimensioni, con la lunghezza della testa e del corpo tra 78,4 e 87,4 mm, la lunghezza della coda tra 70,1 e 78,1 mm, la lunghezza del piede tra 16,6 e 18,3 mm, la lunghezza delle orecchie tra 8,8 e 11,4 mm e un peso fino a 24 g.

La testa è allungata e appiattita. Le parti superiori del muso sono bruno-grigiastre, più grigie sul capo. Le parti ventrali sono bianche. La linea di demarcazione lungo i fianchi è netta, anche sul muso e sulle zampe. La coda è uguale alla testa e al corpo, color carne e cosparsa dorsalmente di peli nerastri.

## Biologia

### Comportamento
Si rifugia in sistemi di cunicoli e tane con le entrate circondate e bloccate da tumuli di ghiaia.

### Alimentazione
Si nutre principalmente di semi di erbacee.

### Riproduzione
Femmine in cattività hanno dato alla luce 22 piccoli in 7 differenti parti in un periodo di 9 mesi.

## Distribuzione e habitat
Questa specie è diffusa nel Kakadu National Park e nel Litchfield National Park, Territorio del Nord.
Vive nei sottoboschi di savane alberate sopra colline ghiaiose.

## Conservazione
La IUCN Red List, considerato l'areale limitato e frammentato e il declino nella qualità del proprio habitat, classifica P.calabyi come specie vulnerabile (VU).